# NHK粟野テレビ中継局
NHK粟野中継局（エヌエイチケイあわのテレビちゅうけいきょく）は、栃木県鹿沼市に置かれていた地上アナログ放送中継局。地上デジタル放送は共同設備の設備で設置せず、2011年7月24日をもって廃止された。

## 地上アナログテレビジョン送信設備
| 放送局名          | チャンネル | 空中線電力        | ERP                | 放送対象地域 | 放送区域内世帯数 | 偏波面   |
| NHK東京総合テレビ | 42ch       | 映像3W /音声750mW | 映像9.5W /音声2.4W | 関東広域圏   | 不明             | 水平偏波 |
| NHK東京教育テレビ | 46ch       | 映像3W /音声750mW | 映像9.5W /音声2.4W | 全国放送     | 不明             | 水平偏波 |

## 置局住所
- 鹿沼市粟野町下粕尾（谷倉山中腹）[要出典]